# Spellbound (Lacuna Coil)
Spellbound è un singolo del gruppo musicale italiano Lacuna Coil, pubblicato il 20 marzo 2009 come primo estratto dal quinto album in studio Shallow Life.

## Video musicale
Il video, diretto da Saku, è stato girato a Milano nel febbraio 2009 presso il ristorante Gold di Dolce & Gabbana. Il filmato è stato prodotto da Apnea Film e i costumi sono stati disegnati da Dolce & Gabbana. Il video è stato distribuito il 23 marzo sul sito di MTV e sul canale di MTV Brand New. Il video mostra la band eseguire il brano nel ristorante di Dolce & Gabbana.
Vi è una seconda versione del video dove si alternano le immagini della band nel mezzo di una camera d'oro con le immagini di vari attori che rappresentano i diversi aspetti dell'essere sotto un incantesimo di qualcosa: la ragazza ossessionata dal suo peso e aspetto, il ragazzo che vuole essere un superman, il politico etc.